# Zavrtače
Zavrtače so naselje v Občini Ivančna Gorica.